# Cantone di Champlitte
Il Cantone di Champlitte era una divisione amministrativa dell'Arrondissement di Vesoul.
A seguito della riforma approvata con decreto del 17 febbraio 2014, che ha avuto attuazione dopo le elezioni dipartimentali del 2015, è stato soppresso.

## Composizione
Comprendeva 8 comuni:
- Argillières
- Champlitte
- Courtesoult-et-Gatey
- Fouvent-Saint-Andoche
- Framont
- Larret
- Percey-le-Grand
- Pierrecourt